# Parafia Podwyższenia Krzyża Świętego w Janowie
Parafia Podwyższenia Krzyża Świętego w Janowie (Poleskim) – rzymskokatolicka parafia znajdująca się w diecezji pińskiej, w dekanacie pińskim, na Białorusi.
Księża z Janowa obsługują także parafię Trójcy Przenajświętszej w Bezdzieżu.

## Historia
Obecny kościół pochodzi z 1842 lub 1848 i został ufundowany przez miejscowego proboszcza ks. Franciszka Pallulona. W XIX w. parafia leżała w dekanacie kobryńskim diecezji wileńskiej. Od okresu międzywojennego należy do dekanatu pińskiego, diecezji pińskiej.
W 1935 r. parafia liczyła około 1450 wiernych. Na jej terenie znajdowały się kaplice cmentarne w Janowie oraz Bałandyczach i Mołodowie.
W 1948 kościół został znacjonalizowany przez Sowietów. W kolejnych latach służył jako magazyn zbożowy i dom kultury. Staraniem ks. Stanisława Pawliny 22 listopada 1994 r. świątynię zwrócono w stanie ruiny i w latach 1995-2000 wyremontowano przez wiernych. 4 grudnia 1994 r. odbyła się pierwsza Msza Święta po reaktywacji.
16 maja 2013 decyzją biskupa pińskiego Antoniego Dziemianko kościół Podwyższenia Krzyża Świętego w Janowie został sanktuarium św. Andrzeja Boboli, który został zamordowany w Janowie Poleskim.

## Proboszczowie parafii
| imię i nazwisko       | daty urzędowania |
| --------------------- | ---------------- |
| Ks. Stanisław Pawlina | 1994 –           |
| Ks. Paweł Kruczek     | 2012 –           |